# جزيرة الدولفين (أستراليا الغربية)
جزيرة الدولفين (أستراليا الغربية) جزيرة في أرخبيل دامبير في منطقة بيلبرا في أستراليا الغربية، تبلغ مساحة الجزيرة 3203 هكتار وتُعد ثاني أكبر جزر أرخبيل دامبير بعد جزيرة إندربي، يبلغ ارتفاع الجزيرة 120 م فوق مستوى سطح البحر، تتكون الجزيرة من صخور بركانية وصخور جرانيت وهي من عصر ما قبل الكمبري، يقطن الجزيرة سكان أستراليا الأصليون، يعتبر استخراج اللؤلؤ من المهن المهمة والرئيسية في الجزيرة منذ سنة 1870.